# Volkershain
Koordinaten: 50° 47′ 39″ N, 9° 3′ 55″ O
Volkershain  oder Folkertshain ist eine Dorfwüstung in der Gemarkung von Lehrbach, nordöstlich des Ortsteils der Stadt Kirtorf im Vogelsbergkreis in Mittelhessen. Sichtbarer Rest der ehemaligen Siedlung sind die Mauerreste der Dorfkirche, der sogenannte Kirchenstumpf, sowie die Reste eines Brunnens.

## Geographische Lage
Die Wüstung befindet sich auf 267 m Höhe über NHN im Herrenwald, am Oberlauf eines nach Norden dem Joßklein zufließenden Bachs, etwa 1,8 km nordnordöstlich von Lehrbach und ist lediglich über Waldwege erreichbar. Der Flurname Folkershain erinnert an das aufgegebene Dorf.

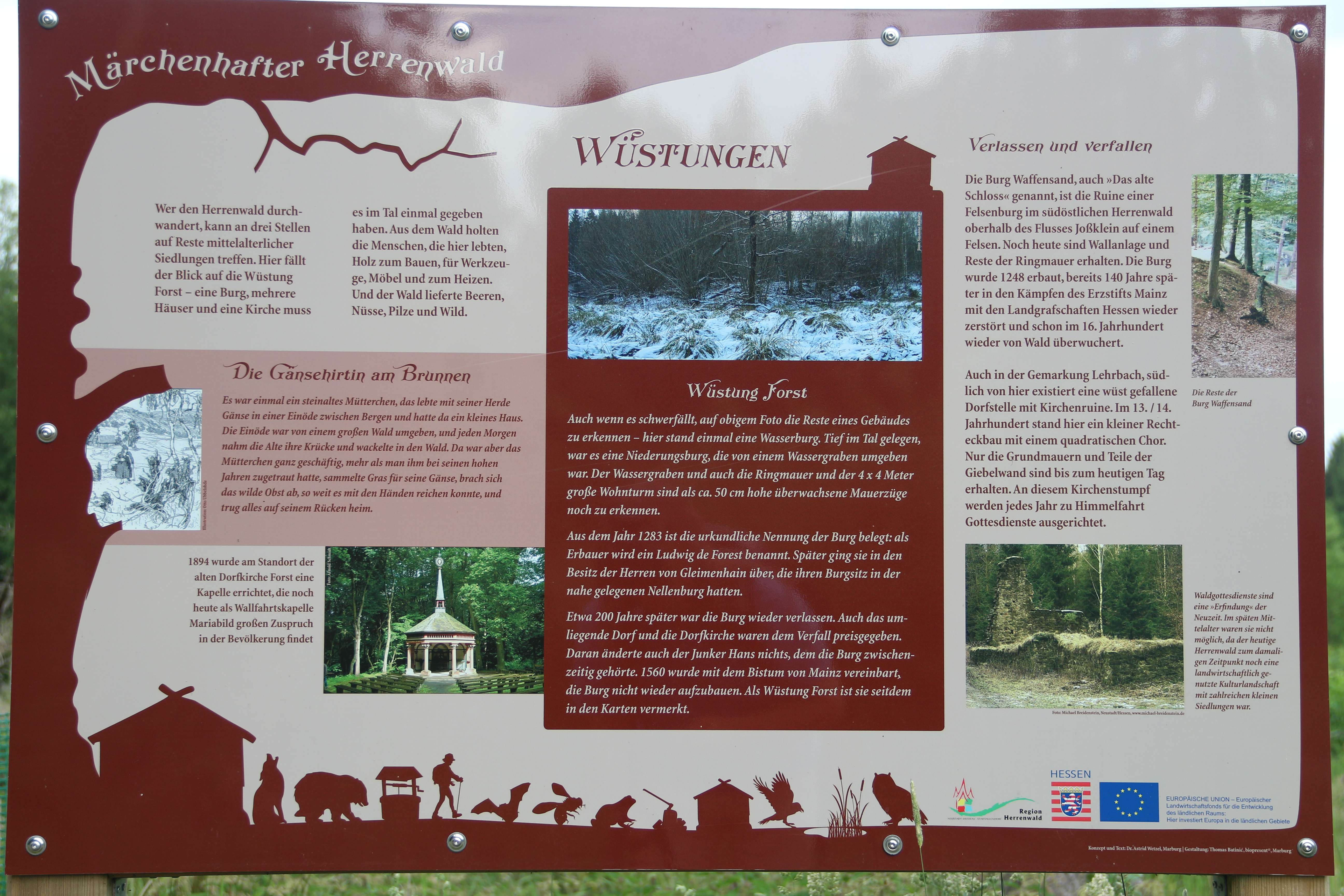
Hinweistafel im Herrenwald

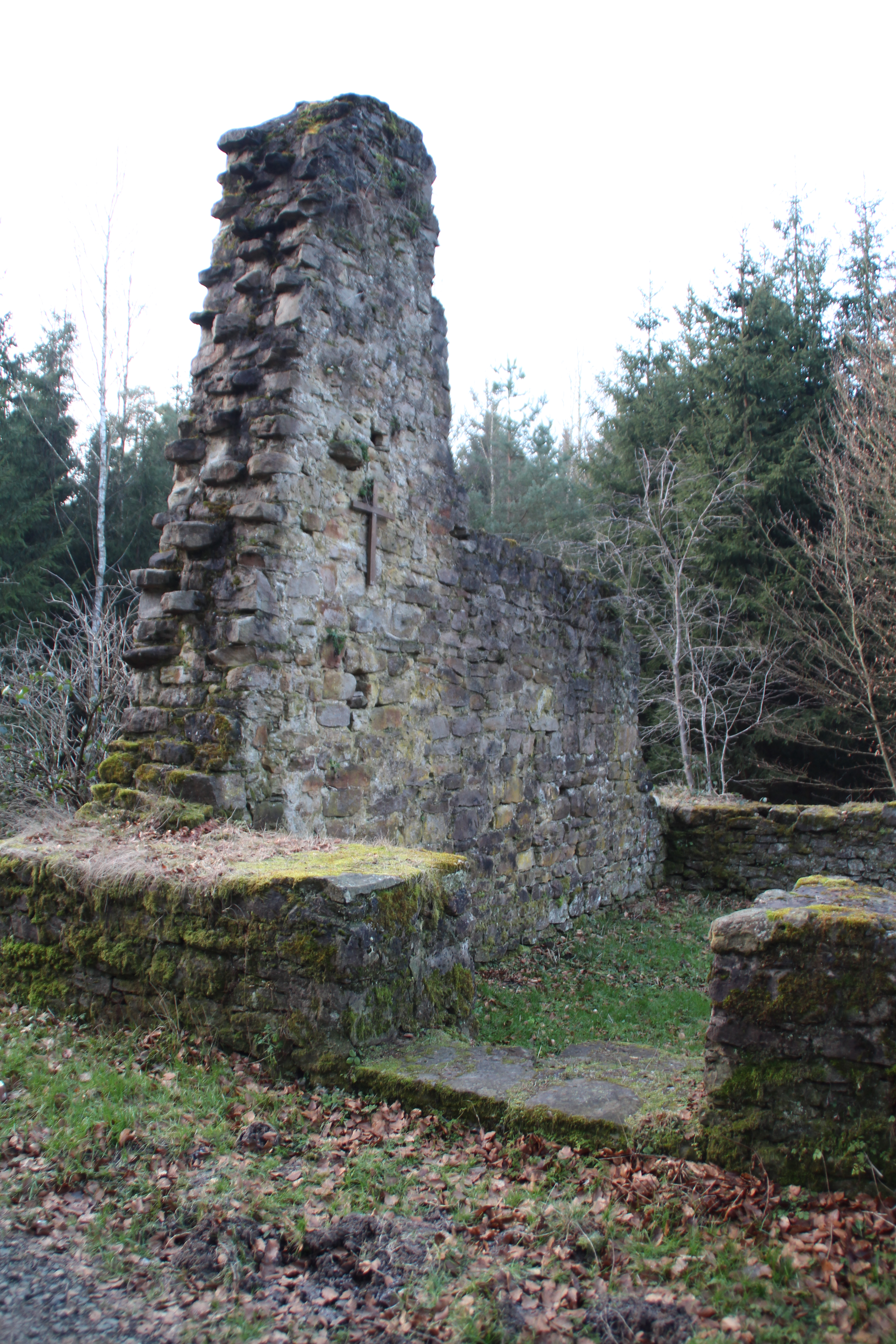
Der Kirchenstumpf

## Ortsgeschichte
Der Ort wurde in einem Kopiar aus der Zeit zwischen 1400 und 1425 erwähnt. Der Eintrag datiert um das Jahr 1300 und nennt eine Abgabe von einem Malter zu Fockinshain. Hier wird der Ort erstmals erwähnt. Spätere dokumentarisch verbürgte Versionen des Ortsnamens waren Folkerhayn (in Amöneburger Kellereiakten), Folkershain, Volkershain, Folkertshain und Folkartshain. Wann und warum der Ort aufgegeben wurde, ist nicht bekannt. Im Salbuch des Hessen-Darmstädter Amts Kirtorf von 1574 wird die Gegend  „zu Volkershain“ als wüst bezeichnet. 
Der Ortsname wird in der Namensforschung als Siedlungsnamen gedeutet, der auf dem Rufnamen „Folcher“ basiert.
Im Umfeld der ehemaligen Dorfsiedlung konnten zahlreiche Flurrelikte wie Rainbegrenzungen und Stufenraine mit Steinsetzungen zwischen Feldterrassen belegt werden.

## Die Kirche
Die kleine, wohl im 13. oder 14. Jahrhundert erbaute Kirche war ein Rechteckbau mit quadratischem Chor. Der Hauptraum war 6,5 m breit und 9 m lang und der Chorraum maß 4,4 × 4,7 m. Die Mauern sind etwa 1 m dick und aus gehauenem Basalt und Sandstein. Heute sind nur noch die Grundmauern und Teile der westlichen Giebelwand, der sogenannte Kirchenstumpf, erhalten.
In heutiger Zeit findet jährlich an Himmelfahrt, bei entsprechenden Wetter, am Kirchenstumpf ein Gottesdienst statt, den die evangelischen Kirchengemeinden aus Kirtorf, Lehrbach, Maulbach, Neustadt und Stadtallendorf gemeinsam veranstalten.